# Wei Boyang

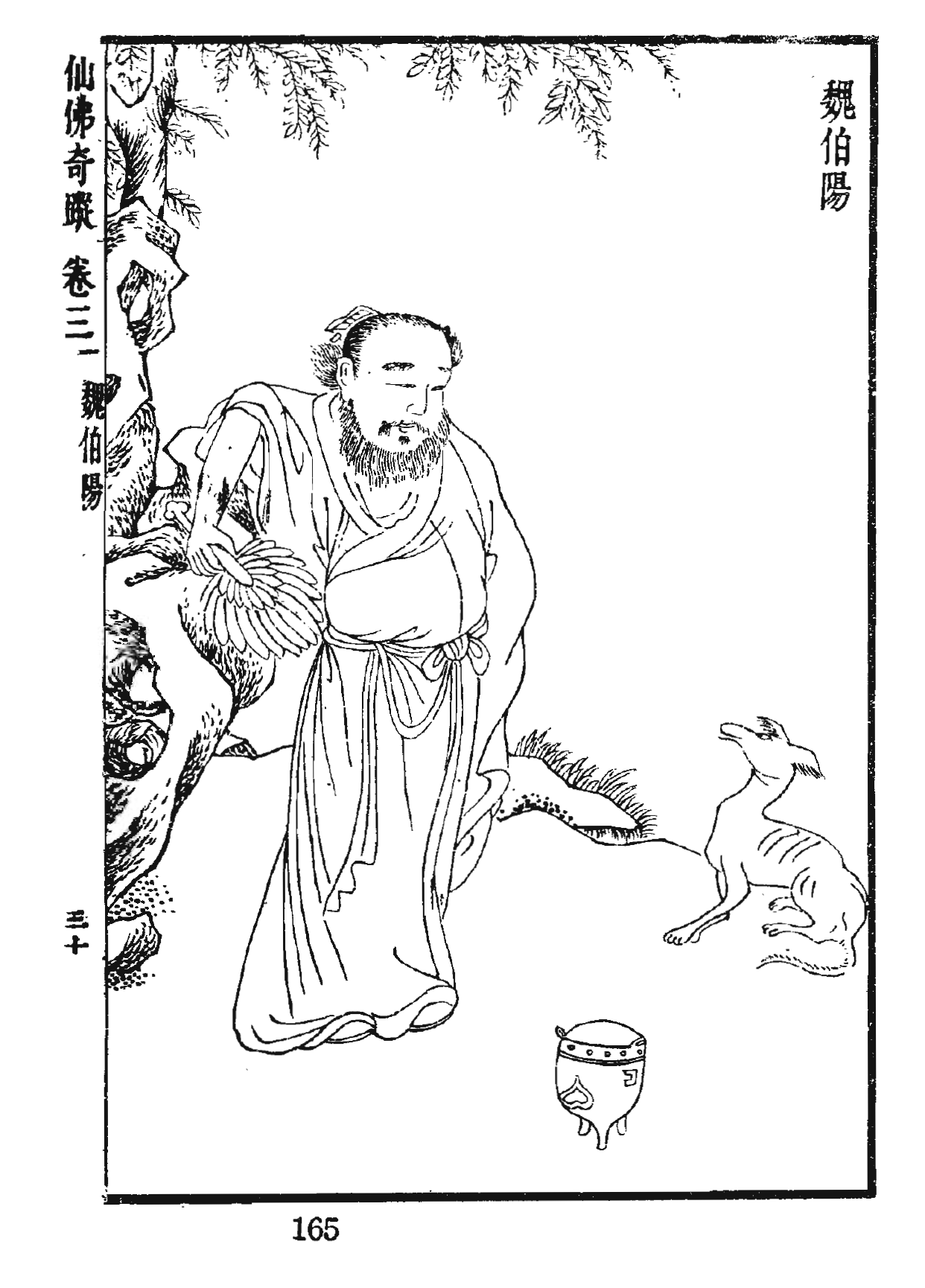
Wei Boyang

Wei Boyang (chiń. upr. 魏伯阳; chiń. trad. 魏伯陽; pinyin Wèi Bóyáng) – półlegendarny chiński taoista i alchemik.
Żył u schyłku dynastii Han. Zgodnie z tradycją w 121 roku odrzucił proponowane mu stanowiska urzędowe. Następnie miał udać się na odludzie i wieść żywot pustelnika, zwieńczony odkryciem eliksiru dającego nieśmiertelność.
Około 142 roku napisał Zhouyi cantongqi (周易參同契), pierwszą w Chinach rozprawę poświęconą sztuce alchemicznej. W dziele tym dokonał symbolicznej interpretacji Yijing oraz teorii pięciu żywiołów, nadając im nowe, alchemiczne treści.